# Lumírovci

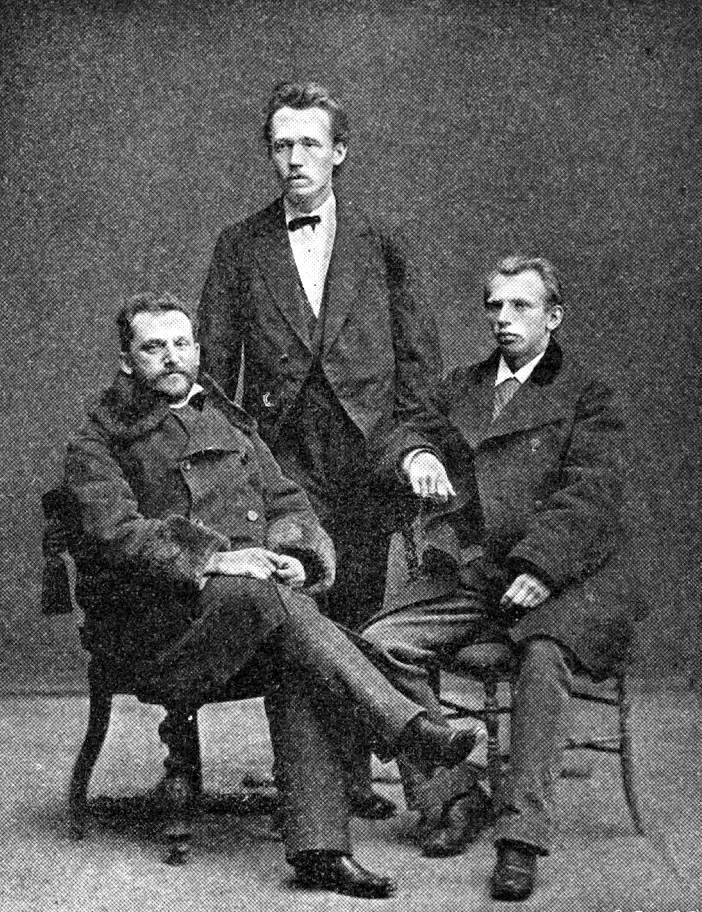
Lumírovci (1879)
J. Zeyer – J. V. Sládek – J. Vrchlický

Lumírovci war eine Literatengruppe der neuen Generation vor dem Ersten Weltkrieg in Tschechien. Sie unterschieden sich von ihren Konkurrenten Ruchovci vor allem durch Einbindung fremdsprachiger Literatur. In späteren Jahren gab es zwischen beiden Gruppen Synergien.
Die Gruppe bestand aus Schriftstellern und Publizisten um die Zeitschrift Lumír, die 1851 erstmals erschien. Sie strebten nach einer Literatur der Humanität und der vollendeten Form. Dieser Hang zu Formalität und Ästhetik zeigt sich in experimentierfreudigen Gedichten und dem Rückgriff auf klassische Formen, wie etwa das Sonett. Die Lyrik war liebevoll und subjektiv intim.
Der Zirkel strebte eine Steigerung der Qualität in der tschechischen Literatur an, sie soll den Charakter von Weltliteratur annehmen und sich eine internationale, aufgeschlossene Prägung geben. Gleichzeitig sollte Weltliteratur an das eigene Volk herangeführt werden. So erklären sich die zahlreichen Übersetzungen berühmter Werke vor allem französischer und italienischer Autoren.

## Bedeutende Persönlichkeiten
- Jaroslav Vrchlický
- Josef Václav Sládek
- Julius Zeyer
- Vítězslav Hálek
- Jan Neruda
- Svatopluk Čech